# Mohammed Gambo
Mohammed Gambo (Kano, 10 marzo 1988) è un ex calciatore nigeriano, di ruolo attaccante.

## Carriera

### Club
Con il Kano Pillars ha disputato 7 partite nella CAF Champions League, segnando anche 2 reti.

### Nazionale
Nel 2013 ha esordito in nazionale.

## Palmarès

### Club

#### Competizioni nazionali
- Campionato nigeriano: 2

Kano Pillars: 2011-2012, 2013